# Jamie Luner
Jamie Michelle Luner, född 12 maj 1971 i Palo Alto, Kalifornien, är en amerikansk skådespelare som bland annat gjort rollen som Lexi Sterling i Melrose Place och som Rachel Burke i Profiler. Luner spelade rollen som Liza Colby i ABC:s såpopera All My Children från april 2009 fram tills sista episoden den 23 september 2011.